# Política de Letonia

Escudo de armas de Letonia.

La política de Letonia se desarrolla en el marco de una república democrática representativa y parlamentaria. El gobierno de Letonia está compuesto por el Presidente, el primer ministro y los ministros de cartera. 
El Presidente ostenta el título de jefe de Estado. El poder ejecutivo es ejercido por el gobierno. El poder legislativo está compartido entre el gobierno y el Parlamento, el Saeima. El poder judicial es independiente del legislativo y el ejecutivo.

## Presidente
El Presidente es elegido por el Parlamento (Saeima) en mandatos de cuatro años. Un Presidente solo puede ocupar el cargo durante dos mandatos como máximo. La elección se realiza de forma secreta y por mayoría absoluta. El Presidente ejerce de jefe de Estado, desempeñando una función ceremonial como es normal en otras repúblicas parlamentarias, donde el presidente tiene más influencia y autoridad que poder político.
Aunque el presidente es formalmente el comandante en jefe de las fuerzas armadas, firma tratados, representa a Letonia en el extranjero y oficialmente nombra a los embajadores, estas facultades están constitucionalmente sujetas a la firma conjunta del primer ministro o del ministro competente, el cual es responsable de ellas. El Presidente, sin embargo, tiene discreción para proponer nueva legislación al Parlamento, vetar legislaciones, convocar referéndums que versen sobre leyes y nombrar al primer ministro. El Presidente también tiene el derecho, in extremis, de convocar un referéndum para disolver el Parlamento: si el referéndum tiene resultado positivo, el Parlamento es disuelto, pero si el resultado es negativo, el presidente está obligado a dimitir.
El Presidente actual es Edgars Rinkēvičs, que gobierna el país desde el 8 de julio de 2023.

## Poder ejecutivo
El primer ministro es nombrado por el presidente. Una vez nombrado, el nuevo primer ministro elige a su consejo de ministros que debe ser aceptado por el Parlamento. El Parlamento puede destituir al primer ministro y sus ministros por medio de una moción de censura. Esta moción de censura también puede referirse a un ministro en particular, en cuyo caso el primer ministro nombrará un sustituto para el ministro cesado.
El Presidente actual es Valdis Dombrovskis, el cual ocupó el cargo el 12 de marzo de 2009 tras la dimisión de su predecesor Ivars Godmanis.

## Poder legislativo
El poder legislativo se encuentra dividido entre el gobierno y el Saeima (Parlamento). El Parlamento es unicameral y está compuesto de 100 escaños, elegidos en legislaturas de cuatro años por escrutinio proporcional plurinominal. Las elecciones legislativas en Letonia se celebran el primer sábado de octubre por mandato constitucional.
Localmente, se elige la composición de los ayuntamientos, que están compuestos por entre 7 a 60 miembros, en función del tamaño de la ciudad. El sistema de elección es el mismo que en el caso legislativo y también por legislaturas de cuatro años.

## Poder judicial
Los nombramientos de jueces son confirmados por el Parlamento y son irrevocables, a excepción de que haya una decisión de la Junta Disciplinaria Judicial o un fallo de un tribunal criminal. Existe un Tribunal Constitucional con autoridad para decidir sobre la constitucionalidad de las leyes. Los miembros del mismo deben ser confirmados por mayoría absoluta en el Parlamento, mediante voto secreto.

## Partidos políticos
Los principales partidos políticos de Letonia son:
- Armonía (Saskaņa), una fusión de:
  - Partido del Armonía Nacional (Tautas Saskaņas Partija)
  - Nuevo Centro (Jaunais Centrs)
  - Partido Socialdemócrata (Sociāldemokrātiskā partija)
- Unidad (Vienotība), una fusión de:
  - Partido de la Nueva Era (Jaunais Laiks)
  - Unión Cívica (Pilsoniskā savienība)
  - Sociedad por Otra Política (Sabiedrība citai politikai)
- Unión de Verdes y Campesinos (Zaļo un Zemnieku Savienība), compuesto por:
  - Partido del Centro - Unión de Campesinos de Letonia (Centriska Partija - Latvijas Zemnieku Savienība)
  - Partido Verde de Letonia (Latvijas Zaļā Partija)
- Alianza Nacional (Nacionālā Apvienība), una fusión de:
  - Por la Patria y la Libertad/Movimiento por la Independencia Nacional de Letonia (Tēvzemei un Brīvībai/LNNK)
  - ¡Todo por Letonia! (Visu Latviju!)
- Asociación Letona de Regiones (Latvijas Reģionu apvienība)
- Para Letonia desde el Corazón (No sirds Latvijai)
- Partido Socialista de Letonia (Latvijas Sociālistiskā Partija)
- Unión Rusa de Letonia (Latvijas Krievu savienība)